# Eunicella
Eunicella é um género de invertebrado da família Eunicellidae.
Este género contém as seguintes espécies:
- Eunicella albicans (Kölliker, 1865)
- Eunicella cavolini (Koch, 1887)
- Eunicella crinita (Stiasny, 1938
- Eunicella filifica (Grasshoff, 1992
- Eunicella filiformis (Studer, 1878
- Eunicella filum (Grasshoff, 1992
- Eunicella gazella (Studer, 1901
- Eunicella gracilis (Grasshoff, 1992
- Eunicella granulata (Grasshoff, 1992
- Eunicella hendersoni (Kükenthal, 1908
- Eunicella kochi (Studer, 1901
- Eunicella labiata (Thomson, 1927
- Eunicella lata (Kükenthal, 1917
- Eunicella microthela (Lamouroux, 1816)
- Eunicella palma (Esper)
- Eunicella papillifera (Milne Edwards & Haime, 1857)
- Eunicella pendula (Kükenthal, 1908
- Eunicella pillsbury (Grasshoff, 1992
- Eunicella racemosa (Milne Edwards & Haime, 1857)
- Eunicella rigida (Kükenthal, 1908
- Eunicella singularis (Esper, 1791)
- Eunicella tricoronata (Velimirov, 1971
- Eunicella verrucosa (Pallas, 1766)